# 在日特権
在日特権（ざいにちとっけん)とは、右派・保守派言論者やメディア、人種差別主義者などが、「在日韓国・朝鮮人の特別永住者」、特別永住者団体である韓国民団(韓国系)、朝鮮総連や在日本朝鮮商工連合会など朝鮮総連関連団体(北朝鮮系)への優遇設置や制度を批判する際に用いる造語である。しかし、特別永住者と通常永住者の差異や措置などは「特権」ではなく、「アファーマティブ・アクション」とするという見方もある。

## 概要
特例的な永住権を持つ在日外国人は、「通常の永住権やその他の在留資格で日本に居住する一般外国人」には無い優遇措置や特例措置が一般市民から不公平なものとして批判対象となることが多い。例として、朝鮮総連関連組織の関わる税金特権、通常の韓国籍などその他の外国籍者が日本で刑事罰を受けた場合は出所後に国外退去に処されるのに対して、特別永住権者は事実上退去処分が免除されていることがあげられる。
他には、特権と批判されたものとして、一部の地域で行われていた特別永住者に対する住民税半額化、安易な通名変更許可、朝鮮商工連による「5項目の『合意事項』」、朝鮮総連施設などの固定資産税の免税措置（朝鮮総連関連施設地方税減免措置問題）や朝鮮学校の用地使用に関する無償もしくは格安貸与など一部は、メディア報道されて社会問題化後に是正されたり、その後「違法」判決が出て改善されたものもある。「特別永住」を廃止し、他の外国人と同じ「一般永住」へと統合すると良いとの意見がある。

### 「アファーマティブ・アクション」派・統合反対派
一方、こうした「在日特権」という呼称で批判対象となる通常外国籍者との差異状況や「一般永住」との統合派(「特別永住」廃止派)に対しては、 野間易通や安田浩一からは「特権」ではなく「様々な歴史的経緯や社会的差別からくる貧困の事情を踏まえた救済設置」「アファーマティブ・アクション（積極的格差是正措置）」「できるだけ安定した地位を与えようと日本政府による措置」であるという反論がある。野間は、右派系・保守系の批判は在日韓国・朝鮮人に対する「ヘイト」「嫌韓」に当たり、特に「在特会」のヘイトスピーチを含んだ抗議活動などは憎悪煽動であると批判した。共同通信は、「在日特権」の言説は「レイシズムを助長する」との懸念を示した。

## 一部地域住民や民族組織関係者に対する税減免

### 民族団体を通じた徴税
在日韓国・朝鮮人の自営業者を対象に、在日韓国・朝鮮人の民族団体である在日本朝鮮人総聯合会（朝鮮総連）を通じて行われてきた事例を挙げる。在日本朝鮮人総連合会（朝鮮総連）傘下のパチンコ、不動産、金融、飲食業など自営業者が加盟していた在日本朝鮮商工連合会（旧・在日本朝鮮人商工連合会）は、「昭和51年(1976年)に国税庁との間で合意を行い団体交渉権を成立させた。朝鮮総連や朝鮮商工連は在日朝鮮人の納税について、「課税権は本来、共和国（北朝鮮）にあるが、日本の法律に従って日本当局に納税しているだけ」「植民地支配という歴史的事情を無視して日本の税法を機械的に適用すべきではない」と主張し、合意させた。平成3年に朝鮮総連が発行した「朝鮮総連」には、朝鮮商工連と国税庁の「5項目の合意事項」と呼ばれる合意内容が記載されている。これは、後に産経新聞から「納税に関する在日特権」とされている。大阪市では市内で行われてきた朝鮮総連の関連施設の諸税が減免されてきたが、2012年に減免に対する是正措置で廃止された。朝鮮総連は「長い間減免してきたのに、合理的な理由もなく突然取り消した」と提訴したが、2018年に大阪地方裁判所は大阪市による是正措置を「本来の納税義務の復活」と支持して提訴を棄却している。
朝鮮商工連が一般納税者には許していない徴税に対する団体交渉権が成立した「合意」を根拠に、確定申告や税務調査への対応は個人で行わずに、「朝鮮商工連傘下の商工会」を窓口にするように在日朝鮮人らに呼びかけていた。アメリカ政府で国家経済会議専門エコノミストを務めていたマーカス・ノーランドは1995年調査報告書で「朝鮮総連関係の企業が日本の国税庁から特別の優遇措置を黙認されていることを日本政府関係者も非公式に認めている」と記述している。

#### 在日本朝鮮商工連合会に対する所得税・法人税・固定資産税の減免関連
1998年11月29日、産経新聞は在日本朝鮮商工連合会と国税庁による『合意事項』を報じた。これは1991年に朝鮮総連が発行した便覧「朝鮮総連」に掲載されていたもので、以下の5項目から成るため「五箇条の御誓文」の俗称がある。
1. 朝鮮商工人のすべての税金問題は、朝鮮商工会と協議して解決する
2. 定期、定額の商工団体の会費は損金（経費）として認める
3. 学校運営の負担金に対しては前向きに解決する
4. 経済活動のための第三国旅行の費用は、損金として認める
5. 裁判中の諸案件は協議して解決する

この合意は1976年8月6日に、日本社会党の高沢寅男衆院議員（後の党副委員長）の仲介によって実現し、この合意を根拠に朝鮮商工連は一般納税者には認められていない団体交渉権が成立したとして、朝鮮総連傘下の商工業者に対して確定申告や税務調査への対応は原則として個人で行わず、朝鮮商工連傘下の商工会を窓口にするよう呼びかけてきた。
『嫌韓流の真実!ザ・在日特権 朝鮮人タブーのルーツから、民族団体の圧力事件、在日文化人の世渡りまで!』によれば、裏づけとして、朝鮮商工会の発行する「商工新聞」の主張で朝鮮商工会と国税当局との間で税金に関する「合意」があるとしており、また、1991年2月に朝鮮総連が発行した朝鮮語冊子「朝鮮総聯」の中で「総聯は日本当局の不当な税務攻勢を是正させ、税金問題を公正に解決するために粘り強く闘争した。この努力の結果として、1976年に在日朝鮮人商工連合会と日本国税庁の間で税金問題解決に関する5項目の<合意>が成立した。その基本内容は、在日朝鮮商工人の税金問題はすべて朝鮮商工会と日本税務当局との合意によって公正に処理するというものである」と記されている。
なお、2007年ごろから朝鮮商工会関係者がたびたび税理士法違反で逮捕されている。2014年には、商工会幹部から京都・祇園での飲食や韓国旅行などの接待を受けていた国税調査官が税務調査の日程を事前に漏らしたとして、国家公務員法（守秘義務）違反容疑で逮捕された。
2012年まで大阪市による朝鮮総連に関連する施設への固定資産税など税金の減免がなされてきた。しかし、同年に大阪市の監査委員が「減免は裁量権の逸脱」と勧告し、大阪市は翌2013年度から朝鮮総連関連施設への減免措置を廃止して、2009～2012年度分だけを課税した。しかし、朝鮮総連は減免取り消しを不服として提訴した。2018年に大阪地方裁判所は朝鮮総連を「在日朝鮮人の一部のみに支持される政治的な性格が強い団体で、施設は在日外国人のための公民館的施設とは言えない」とし、棄却したことで大阪市側の主張が支持された。

#### 一部の地域における住民税半減
三重県伊賀市では1960年代後半に旧上野市(現伊賀市)と地元の民団や朝鮮総連との交渉で、条例を制定しないまま在日韓国人・朝鮮人の住民税の納付額を半減する措置を始め、2006年まで継続してきた。
1980年代以前は両団体支部を通じた在日韓国人・朝鮮人らが窓口に来た際、一般職員ではなく係長級職員が直接申請を受け付けて住民税の減額を行っていた。当時は自身らが戦勝国民であるという理由や日本人と同じ権利が得られないことへの不満から税金の支払いを拒絶する者も多く、徴収が難しかったという事情があり、半額でも徴収したいとの上野市(現伊賀市)側の思惑もあったとされる。本件は伊賀市内の元在日韓国人の医師が日本に帰化するのに伴い住民税が本来の額に上がるため相談を持ち掛け、これに応じた伊賀市の元総務部長が半分のままでいいから自分に渡すよう促し、更には受け取ったまま納付せずに着服していたことで発覚したが、2002年から2004年3月までの間に上記の元在日韓国人が住民税として元総務部長に支払った額が約1800万円であり、いわゆる高所得者であったことと、帰化することで減税の権利がなくなること(減税の可否が在日コリアンか日本人かという属性のみで判断されていたこと)から、週刊誌やマスコミなどでも在日側を非難する論調で取り上げられた。勝谷誠彦は「典型的な免除利権」と批判した。発覚した時点で伊賀市に居住していた在日コリアン400人のうち、企業に就職して源泉徴収を受けていた者を除く50人程度がこの制度を利用して減税を受けていたことが判明している。

## 特別永住者への措置内容・他の在留資格者との比較

### 一般永住者との比較
特別永住者には、再入国可能期間、みなし期間の年数、再入国時の上陸拒否の可否、強制退去の要件、上陸審査における個人識別情報の提供義務の有無、付与される身分証明書など特例措置がある。一般永住者に対する永住許可要件にはある「素行善良」と「独立生計」が特別永住者には免除されている。特別永住永住者への強制退去も、「内乱罪、外患誘致罪など国益を著しく棄損する行為」に限定されており、無期または7年超の懲役・禁固を受けた場合の強制退去も、「日本の重大な利益を害する場合」に限られる。 

### 特別永住者の数・内訳
日本への帰化の影響により、特別永住者数は減少傾向にある。在日韓国人が運営する東洋経済日報社によると、特別永住者の減少は死去数より帰化数が増えたためであり、在日韓国・朝鮮人の日本への帰化は1980年代まで年平均3000-5000人だったが、1990年代から増加し、1995年に一年に帰化数が初の1万人を突破した。その後の在日韓国・朝鮮人の帰化者は減少傾向にあり2010年代は5000人から4000人であった。2024年末時点、特別永住者の総数は27万4023人、国籍の内訳(韓国・朝鮮27万560人、台湾1013人、アメリカ881人、中国644人、その他）である。
- 元々、平和条約国籍離脱者が韓国・朝鮮人、台湾人のみであったため、「平和条約国籍離脱者」及び「平和条約国籍離脱者の子孫」である特別永住者にも、その3国籍が多い。両親の国籍が日本以外の別々の国である場合、成人した子供が韓国・朝鮮、台湾以外の方の国籍を選択することがある。そのことにかかわらず、両親の一方が特別永住者であった場合、特別永住許可を申請できる。
- この特別永住許可を得る資格は特別永住者とその子孫に対して血筋であれば永久に継承されるものであり、一般永住者が特別永住許可を申請することは不可能である。

### 特別永住者に対する他の在留資格との比較・各種措置・免除
特別永住者には以下のような措置がある。ただし、在留資格の種類によって、特別永住以外の外国籍者にも同じ措置がされているものも含まれる。（ここで、一般永住者、特別永住者、日本人の配偶者等、永住者の配偶者等の外国人の日本定住者を「定住外国人」と呼ぶ）。
- 在留期限がなく、在留期間を更新する必要がない(特別永住者、永住者、高度専門職2号)[30]。
- 一部公務員を除き、職業の制限がない(定住外国人)。
- 生活保護の申請資格がある(定住外国人)。
- 「平和条約国籍離脱者の子孫」、すなわち特別永住者の子孫は特別永住許可を申請できる。
- 再入国許可の期限が、3年の場合は4年、4年の場合は5年に延長される。
- 「特別永住者証明書」の常時携帯義務が特別永住者にはない[31]。
- 日本への入国する場合、指紋及び顔写真審査の免除(他の在留資格で同様な措置対象は、16歳未満の外国籍、「外交」または「公用」の在留資格者、国の行政機関の長が招聘した者、「外交」「公用」「長の招聘者」に準ずる者)
  - ただし再入国を前提とした自動化ゲートを使用する場合には日本人と同様にパスポートと指紋の審査がある[32][33][34]

### 国外退去要件の限定
特別永住者に対する、国外退去強制は以下の場合のみであり、他の在留資格は刑事罰を受けたら強制退去処分になるのと比べて、一律に適応されるのは外患誘致罪レベルの人物のみという非常に限定的である。「7年越えの判決を受けた凶悪な特別永住者」には一律ではなく、「法務大臣の認定」も必要としており、適応例は非常に少ない。凶悪犯罪者として知られる金嬉老は日本政府・司法による強制退去処分ではなく、韓国政府の支援表明や韓国国内の自身を英雄視する世論に惹かれて自主的に帰国したケースである。彼は無期懲役判決を受けた後、1999年9月に日本で仮釈放されると韓国へ居を移した。
- 内乱に関する罪、外患に関する罪、国交に関する罪、外国の元首、外交使節又はその公館に対しての犯罪により禁錮以上の刑に処せられた者。
- 外交使節又はその公館に対する犯罪行為により禁錮以上の刑に処せられた者で、法務大臣においてその犯罪行為により日本国の外交上の重大な利益が害されたと認定したもの。
- それ以外の罪で無期又は7年を超える懲役又は禁錮に処せられた者で、法務大臣においてその犯罪行為により日本国の重大な利益が害されたと認定したもの。

日本国籍を持たないものが日本で就職する場合は、雇用対策法により在留カードを企業へ提出し、企業はそれをハローワークへ届け出なければならない。しかし特別永住者と、在留資格「外交」（つまり外交官）、「公用」（母国政府の命により滞在し任務を遂行している）の外国人だけは提出義務がなく除外されている。クローズアップ現代によると、法務省は特別永住者について「歴史的経緯などを考慮して認められた在留資格であり特権ではない」としている。
特別永住者の他にも、旧満州などに移住した日本人の子孫である中国残留孤児の2世・3世についても同様の論議がなされることがある。逮捕・摘発されても父母ともに日本人であるために強制送還はされない。また、本人が日本国籍を保有している場合もある。他の外国人マフィアが逮捕と強制送還で次々と壊滅に追い込まれていく中、怒羅権など中国残留孤児の2世・3世を中心とした反社会的勢力が日本国内で勢力を拡大しているとされることもある。
外国人の日本からの退去強制は「薬物犯罪で有罪となったもの、売春や不法入国に関与したもの、そのほか無期又は1年を超える懲役若しくは禁錮に処せられた者」など要件がある（出入国管理及び難民認定法（以下「入管法」）第24条）。ただし一般永住者(とその配偶者)、特別永住者(とその配偶者)、日本人の配偶者と子・特別養子の外国人、定住外国人については必ずしもその限りではない。また、特別永住者は、「内乱罪、外患誘致罪、外患援助罪、または無期または7年を超える懲役又は禁錮に処せられ、かつ法務大臣が日本の重大な利益が損ねられたと認定した場合等」に要件が限定され（日本国との平和条約に基づき日本の国籍を離脱した者等の出入国管理に関する特例法（以下「特例法」）第22条）、極めて手厚くその地位が保障されており、特例法の規定により退去強制となった特別永住者は報告されていない。一方、金嬉老や許永中のように本人の希望により特別永住許可を失うことになっても韓国に帰国することを選択する者もいる。
日韓基本条約締結の結果として、1966年から特別永住制度に移行する1991年年初まで韓国籍保有者のみに許可された協定永住者の退去強制事由（日本国に居住する大韓民国国民の法的地位及び待遇に関する日本国と大韓民国との間の協定の実施に伴う出入国管理特別法（以下「特別法」）第6条）は、その後移行した特別永住者よりも厳しく、営利の目的をもって麻薬及び向精神薬取締法等に違反して無期又は三年以上の懲役又は禁錮に処せられた者（執行猶予者は除く）、あるいは、三回以上刑に処せられた者や日本国の法令に違反して無期又は七年をこえる懲役又は禁錮に処せられた者も対象となっていた。また、協定永住を選択しなかった在日韓国・朝鮮人など（主に韓国籍以外の朝鮮籍平和条約国籍離脱者とその子孫で1991年から特別永住許可に移行）で永住許可を持たなかった者に1981年から許可された特例永住者（入管法附則第7項（昭和56年法律第85号））であった場合は一般の永住者などと同様に入管法に従い退去強制手続きがとられた。

#### 退去の統計
協定永住者らの退去強制に関する統計が作られた1978年（昭和53年）から1990年（平成3年）末までに、退去強制手続の対象になった協定永住韓国人は85人であり、この内、在留特別許可の対象になった者が55人で残りの30人に退去強制令書が発付された。特別法第6条により実際に送還された者は19人、別途入管法第24条によるものが16人であった。1990年末までの5年間に退去強制となった協定永住者は2人、特例永住者は1人であり、殺人罪により懲役15年となった者が1人、覚醒剤取締法違反の再犯による者が2人であったが、これらと同等の条件では特別永住者は退去強制とはならない。
また、協定永住者で退去強制になった者は通算19人、1990年末までの10年間に韓国・朝鮮籍協定永住者、特例永住者で退去強制になったのは16人（特別法8人、入管法8人）で、1981年に12人（特別法5人、入管法7人）、1985年に1人（特別法）、1986年に1人（特別法）、1987年に1人（特別法）、1988年に1人（入管法）であった。
一方、1970年代後半、日本で犯罪を犯した在日韓国人20人を韓国に強制退去させようとしたが、韓国政府は受け入れを拒否した。 法務省入国管理局によれば、1978年、初めて韓国・朝鮮籍2人が退去強制により送還され、その後1988年までにさらに17人が送還されたとの記録がある。国交のない北朝鮮への送還は考えにくく、韓国に送還されていた可能性が高いという。

### 入国時の指紋押捺と顔写真提出の免除
現在16歳以上の外国人を対象として、日本に入国する外国人は一般永住者、日本に生まれ育った人、中国残留孤児、日系人も含め全員指紋の押捺と顔写真の提出が義務づけられているが、特別永住者は、「外国籍生徒、「外交」又は「公用」の在留資格に該当する活動を行おうとする者、国の行政機関の長が招へいする者」と共に、これらの義務が免除されている。

### 兵役関連
韓国では、国防の義務、納税の義務、教育の義務、勤労の義務が国民の4大義務 となっている。特に国防の義務における兵役は韓国人男性に対する「最も重要で神聖な義務」とされている。 そのため、在外韓国人には厳格化させる見通しとなっている。在日韓国人の場合は、日本への帰化者は非韓国籍となったので兵役対象外であるが、「韓国籍を維持している在日韓国人」の場合は「基本的には他の国に移住した人と同様」の扱いになっている。「在外国民2世」の在日韓国人男性は、韓国国内で就職や起業など営利活動や長期間滞在しても兵役義務免除対象となっている。しかし、永住目的帰国や、「韓国住民登録した韓国滞在」の場合には兵役義務対象となる。ちなみに兵役に関する「在外国民2世」という言葉とは、「在日3世」など2世以降の韓国籍者も含まれる。
「在外国民2世」制度があり、満6歳以前に韓国出国国外在住者、韓国国外出生者、「満17歳まで韓国以外の国で暮らし、国籍または永住権を取得したもの」、韓国国内の小中高の在学歴が3年以内のものは兵役が免除される。民団神奈川地方支部によると、在外国民2世でも満25～37歳までの人は、海外出入国前に在外韓国公館でパスポートに「在外国民2世」スタンプを貰わければ兵役義務が発生するとの注意を促している。また在外韓国国民の手続きを行っても18歳から37歳までの期間に通算3年以上韓国に滞在する、7歳から17歳の期間に通算90日韓国に滞在した場合は、在外国民2世とみなされず兵役の義務が生じる。北朝鮮では、平時には在外国民も外国帰還者の子女も、兵役の徴集から除外される。
2021年時点では、「韓国に3年以上滞在する場合、兵役の義務が発生する」兵役法施行令がある。これには関連団体が、韓国語を母国語としない人々が軍隊生活は困難だとして、「兵役代替服務制度」などへの変更を求めている。

### 刑法関連
特別永住者#退去強制条件の一部免除を参照
特別永住者は国外退去となる条件が他の在留資格よりも制限されている。無期又は7年を超える懲役又は禁錮に処せられ、かつ法務大臣が日本の重大な利益が損ねられたと認定した場合である。
「在日」の立場を利用した警察や事件被害者に対する圧力行為
朝日新聞記者の金漢一は、自著「朝鮮高校の青春 ボクたちが暴力的だったわけ」の中で、朝鮮学校在籍中に集団で日本人に対する暴行、傷害や強盗などの犯罪を繰り返し、中には勤め人の月給袋ごと強奪するといった高額の強盗に及ぶ者すらいたが、警察に捕まっても呼び出された教師と一緒に「我々朝鮮人を強制連行した日本政府が悪いんだ」と話を政治問題にすり替えると、警察官は黙りこくってしまいお目こぼしをされていたと主張している。

### 通名・法的拘力のある通称
一般に通名とは外国人が日本国内で使用する法的効力のある通称名を指し、日本人が使用する一般の通称（ペンネームや芸名、既婚者の旧姓使用）と異なり、契約書など民間の法的文書のほか公的手続きにも使用できる。本名と通名とで法的効力のある名前を二つ持つことが可能になる。（日本人は本名以外に法的効力を持つ別名を所持することは不可能で、通称で法的文書を作成した場合、詐欺罪や文書偽造罪などに問われる場合がある。）法的効力を持つ通称名は外国人であれば登録を条件に持つことが出来るため在日韓国・朝鮮人のみが持っている権利ではないが、2013年度の民団の調査によると、在日韓国人が日本人の職場や取引先で、通名のみを使用している者は70.9％なのに対して、本名のみは17.8％であった。

#### 通名変更容易時代における制度不正使用
2013年に変更を制限する通達がなされるまで、外国人登録証の通名変更が容易であった。
そのため2000年9月には、これを悪用して名前の違う健康保険証約30枚を取得し、大量の携帯電話を購入して売りさばいたとして在日韓国人の男性が検挙されている。2013年11月にも、多数の通名を悪用して約160台のスマートフォンやタブレットなどの端末を詐取し、古物商へ転売したとして在日韓国人の男が組織的な犯罪の処罰及び犯罪収益の規制等に関する法律（組織的犯罪処罰法）違反（隠匿）と詐欺容疑で逮捕された。頻繁な通称変更を不審に思った区役所の届け出を受けた捜査で発覚した。組織的犯罪処罰法の隠匿容疑は暴力団やテロ組織などが犯罪による収益を隠匿した場合などに適用される。
在日韓国・朝鮮人は、民族系金融機関である商銀信用組合（商銀）や朝銀信用組合（朝銀）を営業しており、これらの金融機関では通名や借名、偽名を使った口座が多数作られ、不正に利用されていた。信用組合関西興銀の背任事件に関連し、当時会長であった李煕健が、関西興銀破綻直前から関西興銀や都銀に持っていた「李煕健」名義や通名の「平田義夫」名義で開設していた口座から預金を引き出し、同じく当時会長を務めていた新韓銀行に入金、約30億円を韓国に送金していた。個人資産の差し押さえを免れるための資産隠しが目的であったとされる。なお李熙健は懲役後も新韓銀行の名誉会長や在日本大韓民国民団（民団）の常任顧問の地位に留まっていた。また新韓銀行では2010年の内紛事態に際し、在日韓国人の借名口座が問題になった。在日本朝鮮人総聯合会（朝鮮総連）系の朝銀でも1990年代末からの破綻に関連し、多数の仮名・架空口座が作られ北朝鮮への送金や日本の政界工作資金として利用されていたことが発覚した。2006年には、朝銀東京に架空名義で口座を開設し脱税資金を預金していたパチンコ店経営の在日韓国・朝鮮人の男性に対し、脱税の時効が成立した資金41億8千万円を公的資金で穴埋めする判決を最高裁判所が下した。このように、通名の変更しやすさと、借名・仮名・架空口座を受け入れる民族系金融機関が組み合わさることが脱税や不正送金など犯罪の温床となってきた。一方、民族系金融機関での日本人によるこのような口座の開設については、在日社会と縁の深い暴力団などのみ可能であったとされている。
変更を厳格化させた2013年の事件とは、通名を6回変更し、携帯電話を転売していたた韓国籍を逮捕したケータイ転売事件であった。これを受けて、総務省は11月15日に「外国人が通名を記載する際には要件を厳格にした上で、原則として変更を許さない」と通名の原則変更禁止が明確化した。男は、「同じ通称の人間が悪いことをした」「音楽活動をしている。業界に同じ名前がいる」などと嘘の申出で通名を変更していた。

#### 入管法等変更後の証明書携帯義務免除
2009年に政令で施行された、入管法や住民基本台帳法を一部改正した「新たな在留管理制度」では、外国人登録証は廃止され、特別永住者については通称名（通名）記載のない特別永住者証明書が新たに交付されると同時に、外国人住民票登録が開始され、通称名が氏名欄に括弧書きで記載される。特別永住者証明書は携帯義務はない。

#### 犯罪事件の報道
犯罪報道で、容疑者が在日コリアンや中国籍の場合、本名を出さず通名のみを用いる報道機関も存在する。例えば、朝日新聞は容疑者名の報道で通名と本名のどちらを使用するかは事件ごとに選択している。
在特会の会長である桜井誠は、このような通名報道を在日特権だと主張している。
これに対して野間易通は自著の中で、本人がふだん通名で生活をしている場合、新聞に本名の民族名が載るよりも、通名が載るほうが社会的ダメージが大きいはずだと反論している。
警察庁の通訳であった坂東忠信は、「中国人犯罪への報道について言論弾圧としか言えない状況が出ている」「中国人の犯罪とわかっていても、せいぜいアジア系外国人としか報道されない。これは異常である」と主張している。
崔碩栄は凶悪事件が起きると根拠もなく「犯人は韓国人では？」と疑う者が出てくるのはメディアが通名報道を続けてきたことに原因があると指摘したうえで、最初から実名報道をしていればこういった事態は防げていたはずだと主張している。
2017年、新潟県長岡市で19歳の中国人少年が日本人義父を殺害した事件で、共同通信社は犯人が中国籍であることを伏せて報道した。一部のメディアのみ犯人の国籍を報道した。
2017年、長野県御代田町で女性が面識のない無職の中国籍の男に殺害された事件では、朝日新聞は、犯人の本名を伏せて通名のみの報道を行った。
2017年、過去4番目の量となる大量の覚醒剤が茨城県で押収された事件では、日本人・オランダ人・中国人が逮捕され、日本人とオランダ人は名前が報道されたが、中国人二人の容疑者は名前を出されなかった。犯人を単に外国人としただけで国籍すら報道しないメディアもあった。

### センター試験外国語科目における「韓国語」

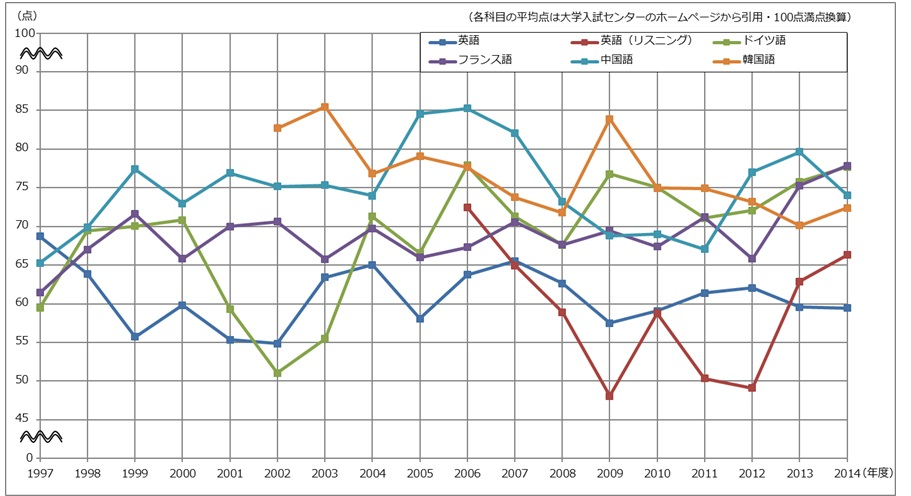
大学入試センター試験外国語の平均点の推移

宮島理によると、2002年度から2006年度までの大学入試センター試験の外国語筆記試験の平均点は、中国語と韓国語が英語より20点程高かった。宮島は、センター試験では同じ科目間で20点以上の平均点差が生じた場合、得点調整が行われるが、外国語科目は得点調整の対象外となっていることを挙げ、英語以外の選択肢を持つことが困難な多くの日本人受験者がこの事実を知れば複雑な感情を抱くに違いないと述べた。
これに対し文部科学省は英語以外の言語で受験するものは在留外国人、留学経験者といったネイティブ中心であること、受験者の差が大きすぎることから難易度調整は不可能であると説明した。

### 社会保障

#### 在日外国人高齢者（障害者）福祉給付金
在日障害者無年金訴訟において、最高裁で在日側の敗訴が確定した後、各地方自治体に福祉給付金（呼び名は各地で異なる）を要求した。これは国民年金が発足した1961年（昭和36年）当時、既に高齢等であったため加入要件を満たすことのできなかった日本人高齢者に対して支給された老齢福祉年金や障害基礎年金に相当する措置を、国民年金の国籍条項撤廃（1982年）後、経過措置が認められた1986年に、「既に60歳を越えていて加入要件を満たせなかった居住外国人」に対しても採るよう各自治体に求めたものである。日本人の老齢福祉年金のケースとほぼ同額の月額5000円～3万数千円（兵庫県神戸市の場合）の支給額を決定し、要件を満たす申請者に対して支給している。
この福祉給付金は老齢福祉年金と同様に国民年金に加入できなかった外国人居住者が対象であり、特別永住者に固有のものではない。加入可能であった外国籍貧困高齢者には生活保護が支給されている例が多い（#生活保護受給参照）。
支給対象者は主に以下の要件を全て満たす者である（細かくは自治体によって異なる）。
- 1926年（大正15年）4月1日以前に生まれている。
- 1982年（昭和57年）1月1日前から日本国内で外国人登録を行っている。
- 1982年1月1日以前から重度心身障害者であった者（障害者福祉給付金の場合）。
- 生活保護を受けていない。
- 公的年金を受給していない。
- 前年中の所得が基準額（自治体によって額は異なる）以下である。

（なお高齢者福祉給付金と障害者福祉給付金の同時支給は出来ない。）

#### 生活保護受給・受給率
2020年度の厚生労働省「 被保護者調査」によれば、世帯主が日本国籍者の総世帯数は5447万1321世帯のうち被保護世帯数は157万1226世帯で生活保護の受給率が2.88%なのに対して、朝鮮籍・韓国籍の総世帯数20万549世帯のうち被保護世帯数は2万8966世帯で受給率は14.44%となっており、日本人世帯の約5倍の受給率となっている。国籍別で見ても在日フィリピン人世帯2.96%、在日ブラジル人世帯0.09%、在日中国人世帯1.6%に比べて高い水準となっている。
1950年に制定された生活保護法は、対象を「生活に困窮する国民」としており、最高裁第二小法廷も2014年7月に「外国人は生活保護法に基づく生活保護の受給権を有しない」と判断したにも関わらず、4万を越える外国籍世帯が受給をしているのは、厚生省社会局長名で1954年5月に出された『生活に困窮する外国人に対する生活保護の措置について』という通達で、1951年のサンフランシスコ講和条約によって日本国籍を失った韓国・朝鮮籍で生活に苦しい人々を、人道的かつ治安上の観点から“当分の間”保護したことが理由である。
片山さつきは、この当分の措置が日韓国交正常化以降50年続いていることに疑問を呈した上で、韓国では『韓国国民と結婚(離婚、死別も含む)、かつ韓国国籍の未成年を養育している(妊娠中も含む)』場合だけ外国人に基礎生活保障を認めていることを挙げ、国際化の中で相互主義の観点から外れていると述べている。

##### 不正受給
外国人に生活保護を支給する条件として、永住者、定住者、日本人配偶者がいるなど入管難民法上の在留資格があれば受給する資格があり、通常は日本人となんら変わらない審査をしている。ただし、申請者が日本人ならば親や親せきなどに生活を援助できる人がいないかどうか調査をするが、外国籍の場合は戸籍を辿るのが困難な場合があり、審査が甘くなる原因になっていると指摘されている。

## 朝鮮総連関連施設に対する税減免や低額・無償貸与

### 朝鮮総連関連施設に対する固定資産税の減免
各地方自治体の朝鮮総連関連施設に対する税減免措置に対して、これを違法と訴える訴訟が各地で起き、最終的に最高裁の「朝鮮総連関連施設には公益性がなく税減免は違法」とする判決が下り、2015年度に初めて朝鮮総連関連施設が存在するすべての自治体において税減免がなくなり通常課税となった（朝鮮総連関連施設地方税減免措置問題）。
また、一部の在日本大韓民国民団の関連施設に対しても同様に訴訟が起こされ、「民団施設には公益性がなく税減免措置は違法」とする判決が下っている。

### 朝鮮学校用地の低額・無償貸与
- 兵庫県尼崎市は、学校法人兵庫朝鮮学園に対し、尼崎朝鮮初中級学校の用地として、市有地7850平方メートルを年間約28万円（市が算定した標準賃料約2900万円の約100分の1）で賃貸していた。1966年、在日朝鮮人が通う尼崎市立小学校の分校を兵庫朝鮮学園が引き継ぐ形で運営を始めた際、坪当たり1か月10円で市が学園に土地を賃貸することで合意し、その後40年以上継続していた。2011年になって「他の市有地賃料と均衡が取れない」と指摘を受けた同市は、契約を更新し2025年まで年間約260万円で貸す契約となった[99]。市の関係者は「（在日朝鮮人に対する）補助金的な意味合いもあったのかもしれない」としているが、理由については明確でないとしている。「救う会兵庫」の代表者は「理由もなく格安の賃料で貸し続けていることは『優遇』といわれても仕方がない」と批判した[8]。

- 兵庫県伊丹市が兵庫朝鮮学園に対し、伊丹朝鮮初級学校の用地として市有地約4150平方メートルを相場の約20分の1の月額約4万円で貸していたことが判明した[100]。また、伊丹朝鮮初級学校創設の際には木造平屋建て約400平方メートルの校舎や机等の備品などを無償譲渡をしていた[100]。市有地の標準賃料によれば月額74万5600円になる[100]。

- 大阪市が、中大阪朝鮮初級学校を運営する学校法人「学校法人大阪朝鮮学園」に対し、1961年以降、約50年にわたり市有地である同校用地4957平方メートルを無償で貸していることが2011年に判明し、これについて市契約管財局は、「歴史的な経緯もあり、無償貸与が続いてきた。現在は有償化や用地の買い取りを求めて協議している」とした[101]。大阪市は2013年、学校敷地上の工作物一切を収去と土地の返却、そして2014年4月1日から明け渡しまでの間、1ヶ月あたり124万4000円を支払い求めて大阪地裁に提訴[102]、2017年2月28日学園側が市有地を3億4200万円で購入、2013年1月から2017年3月末までの土地使用料として約2千万円を支払うことで和解した[103]。